# الدحيشاب
الدحيشاب هي قرية سودانية تقع في الجزء الغربي من مدينة شندي علي شاطئ النيل الغربي فالدحيشاب ذات موقع استراتيجي يحيط بها من الشرق قرية العبدوتاب ويحيط بها من الجنوب قرية الحميراب اما الشمال فتوجد قرية الكردة وفي الجزء الشمالي الغربي فتوجد الرحماب الي جانب ماذكر آنفا فتوجد في الدحيشاب أحسن أستاد كره قدم في محلية المتمة مما جعلت أغلب الدورات الكروية تقام في الدحيشاب ويوجد النادي العريق نادي الكفاح الدحيشاب كما يوجد فريق للناشئين وتوجد في القرية العديد من النشاطات الأخرى، كما يوجد بها مسجد النور.
وتتميز قرية الدحيشاب عن قرى كثيرة من السودان أنها قرية خالية من القباب والأضرحة والمزارات.